# Isoroku Yamamoto
Isoroku Yamamoto (山本 五十六 Yamamoto Isoroku?, n. 4 aprilie 1884) a fost unul din comandanții marinei japoneze.
În 1904, la doar câteva luni de la absolvirea academiei, ia parte la Războiul Ruso-Japonez. A studiat la Universitatea Harvard între anii 1919–1921. În 1939 a fost numit comandant al marinei japoneze, pe care a condus-o în Bătălia de la Midway. A plănuit atacul de la Pearl Harbor (supranumit Operatiunea Z de către Statul Major japonez) pe care l-a comandat chiar el.

## Literatură
- Hiroyuki Agawa: The Reluctant Admiral. Yamamoto and the Imperial Navy. Kodansha, Tokyo u. a. 1979, ISBN 4-7700-2539-4
- Edwin P. Hoyt: Yamamoto. The Man Who Planned Pearl Harbor. McGraw-Hill, New York u. a. 1990, ISBN 0-446-36229-8
- Edwin P. Hoyt: Three Military Leaders: Heihachiro Togo, Isoroku Yamamoto, Tomoyuki Yamashita. Kodansha International, Tokyo u. a. 1993, ISBN 4-7700-1737-5
- John Deane Potter: Yamamoto. The Man Who Menaced America. The Viking Press, New York 1965. (a apărut și sub titlul: Admiral of the Pacificn)
- John Toland: The Rising Sun. The Decline and Fall of the Japanese Empire 1936–1945. Random House, New York 1970, ISBN 0-394-44311-X